# Alyssa Thomas
Alyssa Thomas (Harrisburg, 12 april 1992) is een Amerikaans professioneel basketbalspeelster, onder meer in de WNBA bij Connecticut Sun. Zij won met het Amerikaans basketbalteam de gouden medaille tijdens de Olympische Zomerspelen 2024.
In 2012 verdedigde ze mee de Amerikaanse eer op de FIBA 3x3 World Championships. Ze was opgenomen in de Amerikaanse 5x5 selectie bij het wereldkampioenschap basketbal 2022 en de Olympische Spelen 2024. 